# Натурализм (социология)
Натурали́зм (фр. naturalisme; от лат. naturalis — природный, естественный) — направление в социологии, объясняющее историю и функционирование общества различными природными факторами (климатическими, географическими, биологическими и т.д.) и теоретико-методологическая ориентация  на методы  естественных наук в объяснении социальных явлений и процессов. В социологии середины XIX – начала XX вв. существовал в двух своих главных разновидностях – социал-биологизм и социальный механицизм. В современном социологическом натурализме выделяются две основные его ветви: 
1. онтологический — концепции, основанные на идее признания природных факторов в качестве определяющих  в развитии общества и сведении социальных процессов и явлений к физическому, вещественному субстрату  (субстанционализм);
2. методологический — концепции,  распространящиеся на сферу социального познания наиболее общие принципы, методы  и понятия естественных наук, стремясь  вместе с тем учесть автономность существования явлений социальной действительности (редукционизм).